# Philippe Faure (historien)
Pour les articles homonymes, voir Philippe Faure et Faure.
Philippe Faure (né en 1958) est historien et maître de conférences à l'Université d'Orléans, considéré comme le spécialiste français de l'angélologie au Moyen Âge.

## Travaux
Philippe Faure est historien et maître de conférences d'histoire médiévale à l'Université d'Orléans. Il y était aussi directeur du département histoire de l'UFR Lettres, langues et sciences humaines. Il est considéré comme le spécialiste français de l'angélologie au Moyen Âge.
Ses recherches portent sur l'angélologie (la dévotion aux anges et l'iconographie des anges), l'histoire de la spiritualité et de la vie religieuse en occident médiéval, l'histoire des images et des représentations dans le christianisme médiéval, ainsi que l'histoire comparée des religions et des courants ésotériques et mystiques.
Il préside la revue Connaissance des religions. Il est aussi membre du comité de rédaction de la revue scientifique et interdisciplinaire Cahiers de recherches médiévales et humanistes (CRMH).

## Publications
- Philippe Faure, Les Anges, Cerf, 1988 (réimpr. 1991 et 2004), 2e éd. (présentation en ligne)
- Philippe Faure et Yves Cattin, Les anges et leur image au Moyen Age, La Pierre-qui-Vire, Zodiaque éditions, 1999 (ISBN 978-2736902506).
- Philippe Faure (dir.) (préf. André Vauchez), La protection spirituelle au Moyen Âge, Champion, coll. « Cahiers de recherches médiévales » (no 8), 2001.
- Philippe Faure, Les Anges dans le christianisme médiéval, Aubier, 2003.
- François d'Assise - La simplicité du cœur, Paris, ed Pocket, collection Agora, 2009.
- Jean-Patrice Boudet (dir.), Philippe Faure (dir.) et Christian Renoux (dir.), De Socrate à Tintin : Anges gardiens et démons familiers de l’Antiquité à nos jours, Rennes, Presses universitaires de Rennes, coll. « Histoire », 2011, 332 p. (ISBN 978-2-7535-1388-4, présentation en ligne), [présentation en ligne], [présentation en ligne].
- Philippe Faure (dir.), René Guénon : L'appel de la sagesse primordiale, Cerf, coll. « Alpha », 2015 (ISBN 978-2-204-09889-2, présentation en ligne).